# Râul Iordan, Bolovan
Râul Iordan este un curs de apă, afluent al râului Bolovan.